# Angela Liebelt
Angela Liebelt (* 21. September 1957, jetzt Angela Adam) ist eine ehemalige deutsche Volleyballspielerin.
Angela Liebelt spielte in den 1970er Jahren Volleyball beim Bundesligisten Hamburger SV. 1981 wechselte die Angreiferin zum Ligakonkurrenten SV Lohhof, mit dem sie 1982, 1983 und 1984 dreimal in Folge Deutscher Meister und Deutscher Pokalsieger wurde. Angela Liebelt spielte von 1977 bis 1984 auch in der Deutschen Volleyball-Nationalmannschaft und hatte fast 180 Länderspieleinsätze.